# Субраков, Ричард Иосифович
Ричард Иосифович Субраков (12 февраля 1941, Казановка, Красноярский край — 3 июля 2018, Хакасия) — хакасский художник, график. Член Союза художников России. Заслуженный художник Республики Хакасия (2016).

## Биография
После окончания средней школы в Аскизе поступил на живописно-педагогическое отделение в Красноярское художественное училище им. В. И. Сурикова. По окончании в 1964 году работал художником-оформителем в Абаканских художественных мастерских. Через год был призван в армию, затем вернулся на прежнюю работу. С 1973 года работал художественным редактором в Хакасском книжном издательстве, а также в журнале «Ах Тасхыл».
Участник региональных и всероссийских художественных выставок с 1970 года (художественная выставка, посвященная 40-летию Хакасской автономной области — Абакан, 1970; «Художники Хакасии» — Красноярск, 1987; «Советская Россия» — Москва, 1990; «Художники Сибири и Дальнего Востока» — Красноярск, 1992; «Люди- Кедры» — Москва, 2013 и др.). Оформил многие школьные учебники и книги, автор рисунков к героическим хакасским сказаниям.
Художник использовал оригинальную точечную технику графики. Отличительная особенность стиля Субракова, считают искусствоведы, понимание истории и духовного мира хакасского народа, новое прочтение традиций национального искусства.

## Семья
Дед, Субраков Андрей Николаевич, окончил педагогические курсы, беспартийный, учитель Усть-Есинской школы. Арестован 17 августа 1938 года. Участник «Союза сибирских тюрок», он «преподавал уроки по запрещенным учебникам, составленным на хакасском языке разоблаченными „врагами народа“ — Самриным, Кобяковым и другими». Оправдан 13.10.1939 по суду за недоказанностью обвинения. Реабилитирован 15.06.1940.
Отец, Иосиф Андреевич Субраков, окончил Абаканское педагогическое училище, в предвоенные годы преподавал в Казановской сельской школе, участвовал в Великой Отечественной войне, мать — Майнагашева Нина Петровна работала в колхозе «Третья пятилетка». Единокровный брат по отцу Тогочаков Анатолий Иосифович (род. 1944), очень любивший брата и проживающий в Эвенкии.
Жил в Абакане с женой Субраковой Любовью Тимофеевной. 